# Wellington Silva
Wellington Alves da Silva, meglio conosciuto come Wellington Silva (Rio de Janeiro, 6 gennaio 1993), è un calciatore brasiliano, attaccante del Qingdao Hainiu.

## Carriera
È cresciuto calcisticamente nel vivaio del Fluminense.
Tra il 2021 e il 2022 ha giocato per i giapponesi del Gamba Osaka.
Il 17 febbraio 2023 si è accasato ai brasiliani del Cuiabá.

## Statistiche

### Presenze e reti nei club
Statistiche aggiornate al 6 giugno 2023.
| Stagione             | Squadra              | Campionato           | Campionato | Campionato | Coppe nazionali | Coppe nazionali | Coppe nazionali | Coppe continentali | Coppe continentali | Coppe continentali | Altre coppe | Altre coppe | Altre coppe | Totale | Totale |
| Stagione             | Squadra              | Comp                 | Pres       | Reti       | Comp            | Pres            | Reti            | Comp               | Pres               | Reti               | Comp        | Pres        | Reti        | Comp   | Pres   |
| -------------------- | -------------------- | -------------------- | ---------- | ---------- | --------------- | --------------- | --------------- | ------------------ | ------------------ | ------------------ | ----------- | ----------- | ----------- | ------ | ------ |
| 2010                 | Fluminense           | A/RJ+A               | 9+2        | 1+0        | CB              | 6               | 0               | -                  | -                  | -                  | -           | -           | -           | 17     | 1      |
| gen.-giu. 2011       | Levante              | PD                   | 2          | 0          | CR              | -               | -               | -                  | -                  | -                  | -           | -           | -           | 2      | 0      |
| lug.-dic. 2011       | Levante              | PD                   | 0          | 0          | CR              | 0               | 0               | -                  | -                  | -                  | -           | -           | -           | 0      | 0      |
| Totale Levante       | Totale Levante       | Totale Levante       | 2          | 0          |                 | 0               | 0               |                    | -                  | -                  |             | -           | -           | 78     | 8      |
| gen.-giu. 2012       | Alcoyano             | SD                   | 16         | 3          | CR              | -               | -               | -                  | -                  | -                  | -           | -           | -           | 16     | 3      |
| 2012-2013            | Ponferradina         | SD                   | 20         | 3          | CR              | 3               | 1               | -                  | -                  | -                  | -           | -           | -           | 23     | 4      |
| 2013-2014            | Ponferradina         | SD                   | 36+2       | 2+1        | CR              | 1               | 0               | -                  | -                  | -                  | -           | -           | -           | 39     | 3      |
| 2014-2015            | Almería              | PD                   | 31         | 0          | CR              | 4               | 0               | -                  | -                  | -                  | -           | -           | -           | 35     | 0      |
| 2015-2016            | Bolton               | FLC                  | 22         | 2          | FACup+CdL       | 3+0             | 0               | -                  | -                  | -                  | -           | -           | -           | 25     | 2      |
| lug.-dic. 2016       | Fluminense           | A                    | 20         | 2          | CB              | 3               | 0               | -                  | -                  | -                  | -           | -           | -           | 23     | 2      |
| 2017                 | Fluminense           | A/RJ+A               | 12+18      | 4+2        | CB              | 6               | 2               | CS                 | 6                  | 0                  | PL          | 1           | 0           | 23     | 2      |
| 2018                 | Internacional        | PD/RS+A              | 6+10       | 0+1        | CB              | 1               | 0               | -                  | -                  | -                  | -           | -           | -           | 17     | 1      |
| 2019                 | Internacional        | PD/RS+A              | 7+21       | 1+1        | CB              | 4               | 0               | CL                 | 5                  | 0                  | -           | -           | -           | 37     | 2      |
| gen.-feb. 2020       | Internacional        | PD/RS                | 1          | 0          | -               | -               | -               | -                  | -                  | -                  | -           | -           | -           | 1      | 0      |
| Totale Internacional | Totale Internacional | Totale Internacional | 14+31      | 1+2        |                 | 5               | 0               |                    | 5                  | 0                  |             | -           | -           | 55     | 3      |
| feb.-dic. 2020       | Fluminense           | A/RJ+A               | 7+22       | 2+4        | CB              | 6               | 0               | -                  | -                  | -                  | -           | -           | -           | 35     | 6      |
| Totale Fluminense    | Totale Fluminense    | Totale Fluminense    | 28+62      | 7+8        |                 | 21              | 2               |                    | 6                  | 0                  |             | 1           | 0           | 118    | 17     |
| 2021                 | Gamba Osaka          | J1                   | 21         | 0          | CG+CdL          | 3+0             | 2+0             | ACL                | 5                  | 1                  | -           | -           | -           | 29     | 3      |
| 2022                 | Gamba Osaka          | J1                   | 12         | 1          | CG+CdL          | 2+3             | 1+0             | -                  | -                  | -                  | -           | -           | -           | 17     | 2      |
| Totale Gamba Osaka   | Totale Gamba Osaka   | Totale Gamba Osaka   | 33         | 1          |                 | 8               | 3               |                    | 5                  | 1                  |             | -           | -           | 46     | 7      |
| 2023                 | Cuiabá               | PD/MT+A              | 5+8        | 1+0        | CB              | 0               | 0               | -                  | -                  | -                  | CV          | 5           | 1           | 18     | 2      |
| Totale carriera      | Totale carriera      | Totale carriera      | 310        | 30         |                 | 45              | 6               |                    | 16                 | 1                  |             | 6           | 1           | 377    | 38     |

## Palmarès

### Club

#### Competizioni nazionali
- Campionato brasiliano: 1

Fluminense: 2010

#### Competizioni statali
- Taça Rio: 1

Fluminense: 2020